# Bedřich Kamarýt

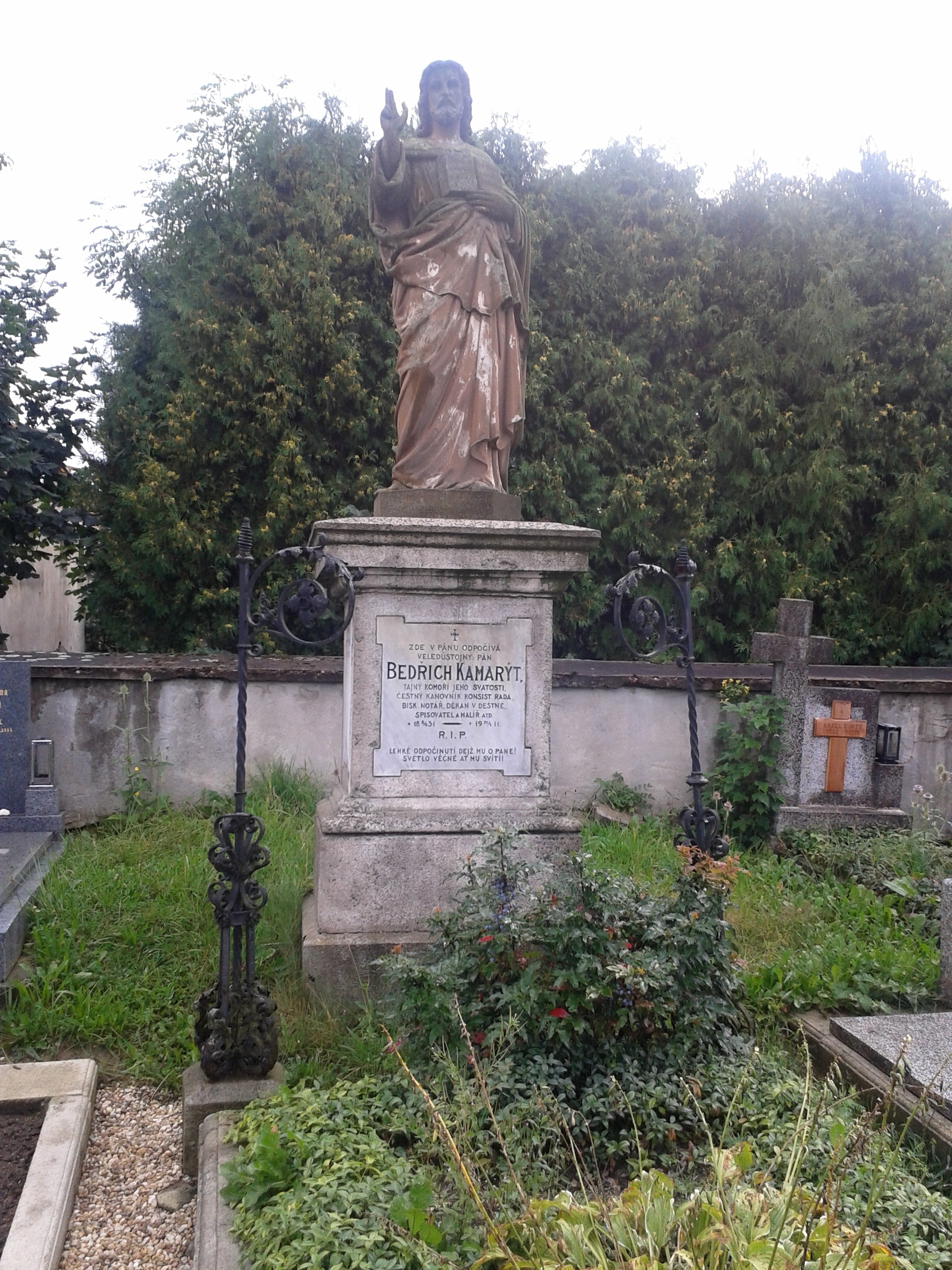
Bedřich Kamarýt hrob v Deštné (2014)

Bedřich Kamarýt  (8. září 1831 Velešín – 21. května 1911 Deštná) byl katolický kněz českobudějovické diecéze, monsignor, malíř a spisovatel. Vytvořil na 2100 většinou náboženských obrazů pro kostely a kaple.

## Život
Narodil se 8. září 1831 v jihočeském městečku Velešíně jako první ze čtyř dětí zámečníka Josefa Kamarýta a Anežky, rovněž rozené Kamarýtové. V Českých Budějovicích vystudoval gymnázium. Původně chtěl být lékařem, ale již po roce studia na univerzitě ve Vídni studium ukončil (mj. kvůli svému odporu k anatomii) a vstoupil do českobudějovického semináře. Poté, co se náhodně seznámil s jistým amatérským malířem se také začal intenzivně zabývat malbou náboženských témat. Učitelem mu byl posléze německý malíř Heinrich Mücke, který zrovna v té době pobýval v Českých Budějovicích. Dne 23. července 1854 přijal ve svých 23 letech kněžské svěcení a téhož roku nastoupil jako kaplan v Hořepníku. Roku 1857 se mu poštěstilo – ještě jako hořepnickému kaplanu – navštívit s biskupem J. V. Jirsíkem Řím, což v té době bylo pro většinu katolíků jenom nesplnitelným snem. Biskup si mladého kněze oblíbil a měl pochopení pro jeho zálibu. Měl štěstí, že i na svých dalších působištích v Černovicích a Lidmani se ve volném čase mohl věnovat malbě. Již v Hořepníku maloval chrámové obrazy světců pro kostely a kaple a postupně se stal známým široko daleko. V roce 1865 byl ustanoven farářem v Deštné, kde působil 46 let, z toho více než 40 let jako děkan. Za zmínku stojí, že také Bedřichův mladší bratr Jan se stal knězem.

## Dílo
Jeho malířská tvorba je nesmírně rozsáhlá a odhaduje se na 2100 obrazů, v naprosté většině s církevními náměty. Jeho díla nacházíme především v kostelech a kaplích oblasti jižních a jihovýchodních Čech (Jindřichohradecko, Pelhřimovsko a Táborsko), ale některé obrazy dodal i na Moravu, do Rakouska a dokonce i do českých kostelů v USA díky kontaktu s českým knězem zde působícím, jihočeským rodákem Mons. Josefem Hessounem (obrazy v kostele sv. Jana Nep. v St. Louis byly zničeny spolu s budovou kostela roku 1896 větrnou smrští).
Styl jeho maleb bychom mohli označit jako projev národního a náboženského romantismu. Byl ovlivněn produkcí 19. století, např. J. V. Hellichem, nazarény a především J. Führichem, kterého si dle svých slov vážil nejvíce. Kamarýt hojně kopíroval starší díla mistrů a neváhal určitá schémata opakovat i několikrát. Šlo mu především o pořízení důstojného posvátného oltářního obrazu, srozumitelného všem věřícím, nikoli o zvyšování vlastní prestiže. Z lokalit, v nichž dodnes můžeme vidět Kamarýtovy obrazy, jmenujme především kostely v Cetorazi, Červené Lhotě (oltářní obraz v kapli Nejsvětější Trojice), Deštné (mj. téměř celá výzdoba kaple sv. Jana Křtitele), Jindřichově Hradci (kostel sv. Václava), Kardašově Řečici (křížová cesta), Kostelní Radouni, Lidmani, Mnichu, Nové Cerekvi, Pacově, Pluhově Žďáru, Ratibořských Horách, Soběslavi, Strmilově (křížová cesta), Újezdci u Bělčic, Velešíně atd.

## Dílo spisovatelské
S jeho nemocí ve stáří souvisí i jeho změna orientace na literární tvorbu, které se soustavně začal věnovat v 90. letech 19. století (pomineme-li jeho prvotinu Cesta do Říma, vydanou r. 1877). Jedná se o historické povídky situované do různých období, od nejstarších dob křesťanských (např. Setníci V. legie, 1893), přes středověk (z období křížových výprav povídka Bůh to chce, 1893) až po 17. stol. ( Kábové z Rybňan, 1893). S přepisováním a korekturami vydatně pomáhal kaplan P. František Šubrt, s nímž si děkan Kamarýt výborně rozuměl.

## Galerie

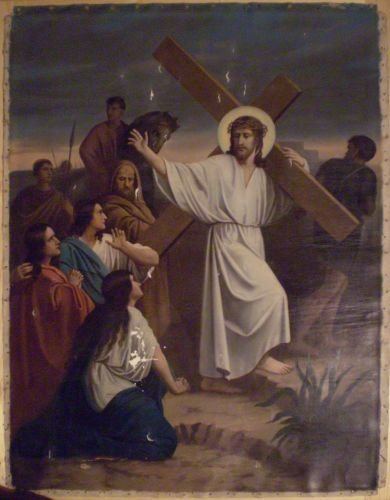
Křížová cesta - Ježíš potkává plačící ženy
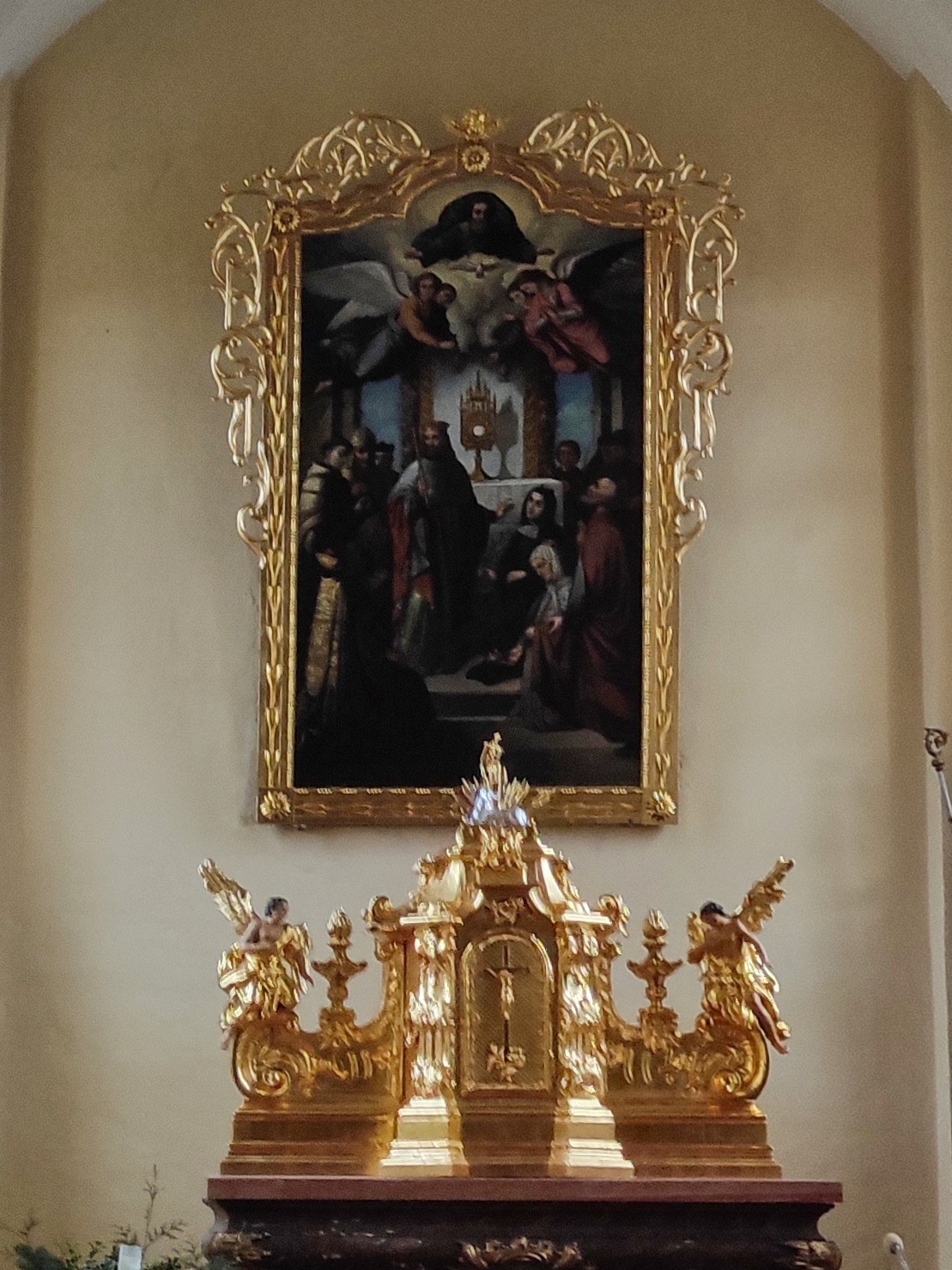
Oltářní obraz v kostele sv. Václava ve Velešíně